# Gálipe
Gálipe, en grec moderne : Γάλιπε, est un village du dème de Chersónissos, dans le district régional de Héraklion, de la Crète, en Grèce. Selon le recensement de 2011, la population de Gálipe compte 97 habitants. Il est situé à une altitude de 280 m et à une distance de 21 km de Héraklion.